# Union de la liberté – Union démocratique
L’Union de la liberté – Union démocratique (Unie svobody – Demokratická unie en tchèque, US-DEU) était un parti politique tchèque, libéral et pro-européen. Fondé en 1998, il disparaît de la scène politique en 2006, et se dissout en 2011.

## Historique

### Fondation et rapide ascension
L'Union pour la liberté (US) est fondée le 22 janvier 1998 par deux dissidents du Parti démocratique civique (ODS), Jan Ruml, ancien ministre de l'Intérieur entre 1992 et 1997, et Ivan Pilip, vice-ministre de l'Intérieur de 1992 à 1994. 
À la suite d'un scandale de financement de l'ODS à l'automne 1997, ils avaient tenté d'en prendre la direction contre son président et fondateur, Václav Klaus, sans y parvenir, ce qui les a conduits à fonder l'US. Lors des élections législatives anticipées des 19 et 20 juin 1998, le parti se classe cinquième, remportant 8,6 % des voix et 19 députés sur 200. Il rejoint alors l'opposition au gouvernement minoritaire du social-démocrate Miloš Zeman, toléré par l'ODS.

### Alliance avec les chrétiens-démocrates
Après avoir fusionné avec l'Union démocratique (DEU) en décembre 2001, la formation passe un accord électoral avec l'Union chrétienne démocrate - Parti populaire tchécoslovaque (KDU-ČSL) en vue des élections législatives des 14 et 15 juin 2002. L'alliance obtient plus de 14 % des voix et 31 sièges, mais seulement 8 reviennent à l'US-DEU. Les deux partis entrent ensuite dans le gouvernement du nouveau dirigeant social-démocrate, Vladimír Špidla. L'US-DEU obtient trois postes, dont un de vice-président du gouvernement. Avec seulement 1,7 % des suffrages, le parti ne parvient pas à remporter de siège aux élections européennes des 11 et 12 juin 2004. La déroute touchant les sociaux-démocrates, Špidla est remplacé par Stanislav Gross, qui accorde les ministères de la Justice et de la Défense à l'US-DEU dans son gouvernement.
Le 25 mars 2005, les trois ministres issus du parti, ainsi que les trois de la KDU-ČSL, remettent leur démission au président du gouvernement, au cœur d'un scandale immobilier, en vue d'obtenir la sienne. Finalement, Gross démissionne le 25 avril 2004 au profit de Jiří Paroubek. Vladimír Mlynář, ministre de l'Informatique, n'est toutefois pas reconduit dans son cabinet.

### Le déclin et la fin
Concourant seule aux élections législatives des 2 et 3 juin 2006, l'US-DEU, très affaiblie par sa participation au gouvernement et un scandale financier, tente sans succès d'attirer le vote jeune en choisissant une plate-forme libertaire. Elle ne remporte que 0,3 % des suffrages exprimés, soit un peu plus de 16 000 voix. En conséquence, le président du parti, Pavel Němec, démissionne. Il est remplacé par Jan Hadrava, à qui succède, dès 2007, Jan Černý.
Incapable de se redresser, la formation ne présente aucun candidat aux élections législatives des 28 et 29 mai 2010, et prononce sa dissolution pour le 1er janvier 2011.

## Résultats électoraux
| Scrutin           | Score           | Place |
| ----------------- | --------------- | ----- |
| Législatives 1998 | 8,6 % 19 sièges | 5e    |
| Sénatoriales 1998 | 1 siège         | 1re*  |
| Sénatoriales 2000 | 8 sièges        | 1re*  |
| Législatives 2002 | 14,2 % 8 sièges | 4e*   |
| Sénatoriales 2002 | 1 siège         | 6e    |
| Sénatoriales 2004 | 1 siège         | 5e    |
| Législatives 2006 | 0,3 % 0 sièges  | 4e    |
| Sénatoriales 2006 | 0 siège         | 11e   |
| * = en coalition  |                 |       |